# Europamästerskapen i friidrott
Europamästerskapen i friidrott är en mästerskapstävling som anordnas vartannat år, och hade premiär 1934. Åren 1969 och 1971 gjordes avsteg från rytmen, men den gällde åter från 1974. Från 2012 avgörs Europamästerskapen vartannat år. De mästerskap som därefter hamnar på OS-år är dock mindre varianter av mästerskapet.

## Värdar
| Nr | År   | Artikel  | Huvudarena                                     | Ort         | Land               |
| -- | ---- | -------- | ---------------------------------------------- | ----------- | ------------------ |
| 1  | 1934 | Detaljer | Stadio Communale di Torino                     | Turin       | Italien            |
| 2  | 1938 | Detaljer | Colombes Stadium (män) Praterstadion (kvinnor) | Paris Wien  | Frankrike Tyskland |
| 3  | 1946 | Detaljer | Bislettstadion                                 | Oslo        | Norge              |
| 4  | 1950 | Detaljer | Heyselstadion                                  | Bryssel     | Belgien            |
| 5  | 1954 | Detaljer | Wankdorfstadion                                | Bern        | Schweiz            |
| 6  | 1958 | Detaljer | Stockholms olympiastadion                      | Stockholm   | Sverige            |
| 7  | 1962 | Detaljer | Stadion JNA                                    | Belgrad     | Jugoslavien        |
| 8  | 1966 | Detaljer | Nepstadion                                     | Budapest    | Ungern             |
| 9  | 1969 | Detaljer | Atens Olympiastadion                           | Aten        | Grekland           |
| 10 | 1971 | Detaljer | Helsingfors Olympiastadion                     | Helsingfors | Finland            |
| 11 | 1974 | Detaljer | Stadio Olimpico                                | Rom         | Italien            |
| 12 | 1978 | Detaljer | Stadion Evžena Rošického                       | Prag        | Tjeckoslovakien    |
| 13 | 1982 | Detaljer | Atens Olympiastadion                           | Aten        | Grekland           |
| 14 | 1986 | Detaljer | Neckarstadion                                  | Stuttgart   | Västtyskland       |
| 15 | 1990 | Detaljer | Poljudstadion                                  | Split       | Jugoslavien        |
| 16 | 1994 | Detaljer | Helsingfors Olympiastadion                     | Helsingfors | Finland            |
| 17 | 1998 | Detaljer | Nepstadion                                     | Budapest    | Ungern             |
| 18 | 2002 | Detaljer | Münchens Olympiastadion                        | München     | Tyskland           |
| 19 | 2006 | Detaljer | Ullevi                                         | Göteborg    | Sverige            |
| 20 | 2010 | Detaljer | Estadi Olímpic Lluís Companys                  | Barcelona   | Spanien            |
| 21 | 2012 | Detaljer | Helsingfors Olympiastadion                     | Helsingfors | Finland            |
| 22 | 2014 | Detaljer | Letzigrund                                     | Zürich      | Schweiz            |
| 23 | 2016 | Detaljer | Amsterdams Olympiastadion                      | Amsterdam   | Nederländerna      |
| 24 | 2018 | Detaljer | Berlins Olympiastadion                         | Berlin      | Tyskland           |
| 25 | 2022 | Detaljer | Münchens Olympiastadion                        | München     | Tyskland           |
| 26 | 2024 | Detaljer | Roms Olympiastadion                            | Rom         | Italien            |
| 27 | 2026 | Detaljer | Alexander Stadium                              | Birmingham  | Storbritannien     |
| 28 | 2028 | Detaljer | Schlesienstadion                               | Chorzów     | Polen              |